# Rassa
Rassa je italská obec v provincii Vercelli v oblasti Piemont.
K 31. prosinci 2011 zde žilo 69 obyvatel.

## Sousední obce
Andorno Micca (BI), Campertogno, Gaby (AO), Gressoney-Saint-Jean (AO), Pettinengo (BI), Piode, Riva Valdobbia, Selve Marcone (BI), Tavigliano (BI)